# Chrząszcz błękitny
Chrząszcz błękitny (Scelophysa trimeni) – gatunek chrząszcza z rodziny Scarabaeinae, z podrodziny Rutelinae.

## Występowanie
Występuje w Republice Południowej Afryki, w regionie Namaqualand.

## Opis gatunku
Posiada około 1 cm wielkości. Podczas  nocy chowa się w zamkniętych kwiatach gdzie jednocześnie zostaje obsypany pyłkiem kwiatowym. Po wschodzie słońca odlatuje i przysiada na spotkanych kwiatach, by napić się nektaru i jednocześnie zapyla je przenoszonym przez siebie pyłkiem.